# Medalla per la defensa d'Odessa
La Medalla per la Defensa d'Odessa (rus: Медаль «За оборону Одессы»; transliterat Medal "Za oboronu Odessy") és una medalla de la Guerra Defensiva de la Gran Guerra Patriòtica, creada el 22 de desembre de 1942 per Stalin i atorgada a tots els soldats de l'Exèrcit Roig, Marina, Tropes del Ministeri d'Interior (MVD) i Tropes del Comitè de Seguretat de l'Estat (NKVD) que van participar en la defensa d'Odessa entre el 10 d'agost i el 16 d'octubre de 1941.

## Història
Va ser instituïda pel Decret de la Presidència del Soviet Suprem de l'URSS del 22 de desembre de 1942. El reglament, disseny i descripció van ser publicats a la Gaseta del Soviet Suprem de l'URSS n.47 de 1942. La posició va modificar-se el 19 de juny de 1943; i finalment, la descripció de la medalla es modificà segons els decrets de la Presidència del Soviet Suprem del 27 de març i del 3 de maig de 1943.
Penja a l'esquerra del pit i se situa després de la Medalla de la defensa de Moscou.
Va ser atorgada sobre unes 30.500 vegades.
El procés d'establiment de la medalla va ser a partir d'una iniciativa del Comissariat del Poble de Defensa de l'URSS a l'octubre de 1942, juntament amb les medalles de la Defensa de Leningrad, Stalingrad i Sebastòpol. El 24 de novembre de 1942 es donaren les instruccions pertinents per començar l'elaboració dels dissenys de la medalla. El disseny definitiu va ser obra del pintor N.I. Moskalev.
En un inici estava planejat fabricar-la d'acer inoxidable; però segons el Decret de 27 de març de 1943 es confirmà que el material de fabricació seria de llautó.
La ciutat d'Odessa va rebre el títol de "Ciutat Heroica" l'1 de maig de 1945, juntament amb Leningrad, Stalingrad i Sebastòpol.
Juntament amb la medalla es concedia un certificat acreditatiu.

## Disseny
La medalla està fabricada en llautó, i té un diàmetre de 32mm.
A l'anvers apareixen les figures del soldat de l'Exèrcit Roig i del Mariner de la Marina Roja, amb els fusells terciats en posició d'avançar. Al fons apareix el contorn de la costa i d'un far. Sobre les figures apareix la inscripció CCCP (URSS). En un anell exterior apareix la inscripció "ЗА ОБОРОНУ ОДЕССЫ" (Per la defensa d'Odessa), amb una petita estrella de 5 puntes a les puntes. A la meitat inferior de la medalla apareixen unes branques de llorer. Sobre le punt que s'uneixen hi ha una cinta, sobre la qual hi ha l'estrella de 5 puntes.
Al revers apareix la inscripció ЗА НАШУ СОВЕТСКУЮ РОДИНУ (Per la Nostra Pàtria Soviètica), sota del símbol de la falç i el martell.
La medalla es suspèn sobre un galó pentagonal de seda de muaré verda de 24mm d'ample, amb una franja central blava de 2mm d'ample.